# Clay Center (Ohio)

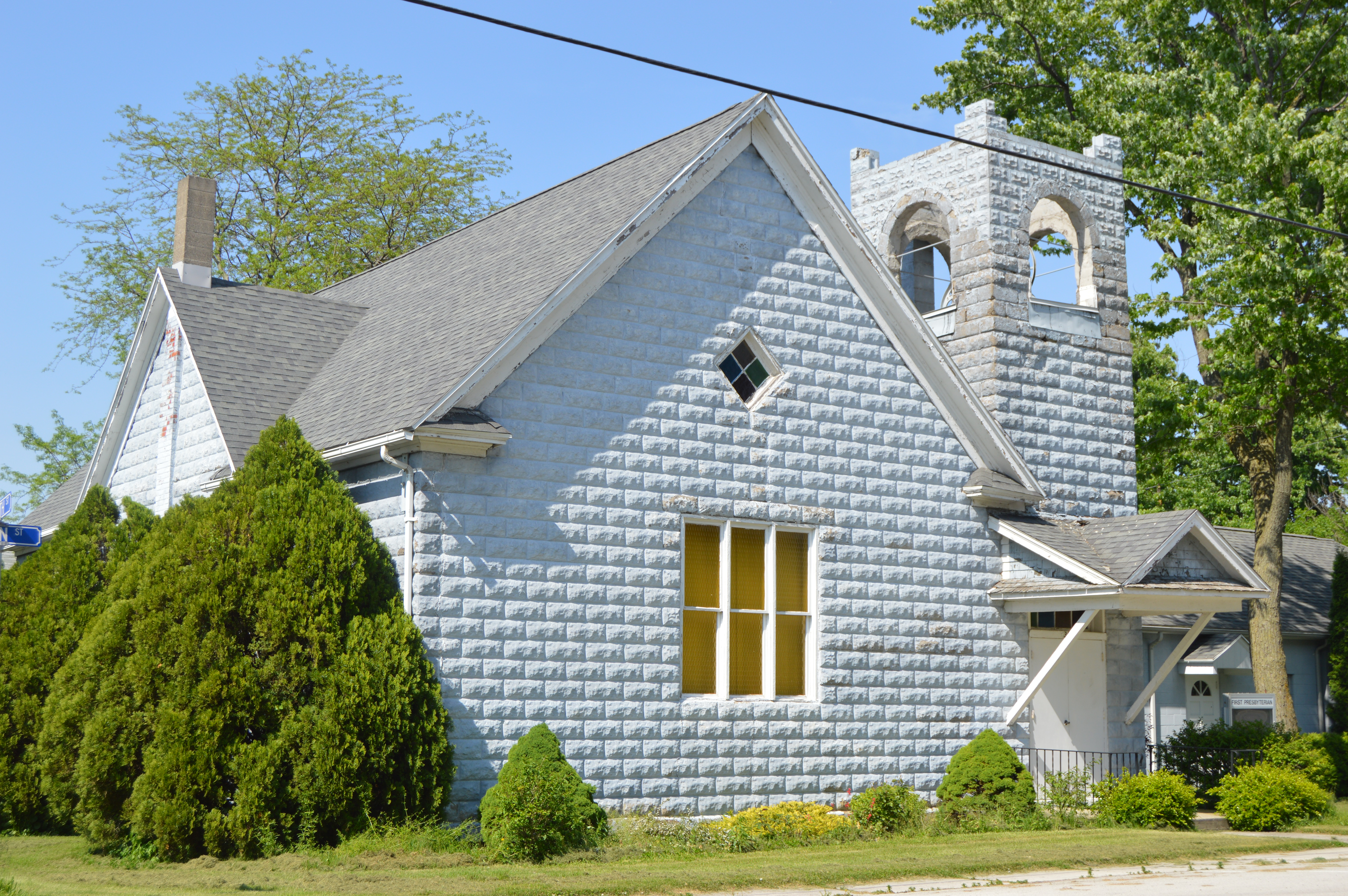

Clay Center – wieś w USA, znajduje się w północnej części stanu Ohio, w hrabstwie Ottawa.
Liczba mieszkańców w 2010 roku wynosiła 276.